# Kamil Sieradzki
Kamil Sieradzki, född 11 januari 2002, är en polsk simmare.

## Karriär
Vid EM 2024 i Belgrad var Sieradzki en del av Polens lag som tog silver på 4×100 meter frisim, 4×100 meter medley, 4×100 meter mixed frisim och 4×200 meter mixed frisim.